# Los Ceibos
Los Ceibos é uma junta de governo da província de Entre Ríos, na Argentina.